# Cmentarz wojenny w Iwaniskach
Cmentarz wojenny w Iwaniskach – zabytkowy cmentarz z okresu I wojny światowej znajdujący się w gminie Iwaniska w powiecie opatowskim. Usytuowany jest na zachodzie miejscowości.
Cmentarz miał kształt prostokąta o wymiarach około 40 m na 50 m o powierzchni około 2000 m². Z pierwotnego cmentarza zachowała się kamienna brama wejściowa, do której prowadzą niewielkie schody. Na jej górnej części zachowały się płaskorzeźby trzech orłów: polskiego, austro-węgierskiego i rosyjskiego. W okresie I wojny światowej, kiedy cmentarz został założony, pochowanych na nim zostało 307 żołnierzy ze wszystkich biorących w okolicy armii: 20 polskich legionistów z I Brygady, 134 Rosjan oraz 153 żołnierzy austro-węgierskich. W 1937 roku legioniści zostali ekshumowani i przeniesieni na cmentarz w Górach Pęchowskich, a pozostałe szczątki przeniesiono prawdopodobnie na cmentarz wojenny w Tudorowcu.
W 1945 roku zlikwidowany cmentarz został wykorzystany do pochówku około 4000 żołnierzy Armii Czerwonej, którzy polegli w walkach na przyczółku baranowsko-sandomierskim w latach 1944–1945, a których ekshumowano z terenów i okolic Sandomierza. W 1988 roku obiekt został wpisany do rejestru zabytków.